# HMS Cygnet (H83)
HMS Cygnet (H83) là một tàu khu trục lớp C được Hải quân Hoàng gia Anh Quốc chế tạo vào đầu những năm 1930. Thoạt tiên phục vụ cùng Hạm đội Nhà, nó được tạm thời điều động đến Hồng Hải và Ấn Độ Dương khi Ý xâm chiếm Abyssinia vào năm 1935–1936. Crescent được chuyển cho Hải quân Hoàng gia Canada vào cuối năm 1937 và đổi tên thành HMCS St. Laurent. Nó đặt căn cứ tại bờ biển phía Tây Canada cho đến khi Chiến tranh Thế giới thứ hai nổ ra vào tháng 9 năm 1939, lúc nó được chuyển đến vùng bờ biển Đại Tây Dương làm nhiệm vụ hộ tống. Con tàu đã bảo vệ các đoàn tàu vận tải trong Trận Đại Tây Dương, tham gia vào việc đánh chìm hai tàu ngầm Đức, làm nhiêm vụ tuần tra chống tàu ngầm trong cuộc đổ bộ Normandy, và sau chiến tranh được dùng làm tàu chở binh lính để hồi hương binh lính Canada từ Châu Âu trước khi ngừng hoạt động vào cuối năm 1945. St. Laurent bị bán để tháo dỡ vào năm 1947.

## Thiết kế và chế tạo
Cygnet có trọng lượng choán nước tiêu chuẩn 1.375 tấn Anh (1.397 t), và lên đến 1.865 tấn Anh (1.895 t) khi đầy tải. Nó có chiều dài chung 329 foot (100,3 m), mạn thuyền rộng 33 foot (10,1 m) và mớn nước 12 foot 6 inch (3,8 m). Con tàu được cung cấp động lực bởi hai turbine hơi nước hộp số Parsons, dẫn động hai trục chân vịt, tạo ra công suất 36.000 mã lực càng (27.000 kW) cho phép đạt tốc độ tối đa 36 hải lý trên giờ (67 km/h; 41 mph). Hơi nước cho turbine được cung cấp bởi ba nồi hơi ống nước Admiralty hoạt động ở áp suất 300 psi (2.068 kPa) và nhiệt độ 600 °F (316 °C). Cygnet mang theo tối đa 473 tấn Anh (481 t) dầu đốt cho phép nó có tầm xa hoạt động 5.500 hải lý (10.200 km; 6.300 mi) ở tốc độ đường trường 15 hải lý trên giờ (28 km/h; 17 mph). Thành phần thủy thủ đoàn bao gồm 145 sĩ quan và thủy thủ.
Chiếc tàu khu trục được trang bị bốn khẩu pháo QF 4,7 in (120 mm) Mk IX trên các tháp pháo đơn, được đặt tên 'A', 'B', 'X' và 'Y' tuần tự từ trước ra sau. Cho mục đích phòng không, Cygnet có một khẩu QF 3 inch 20 cwt giữa hai ống khói và hai khẩu QF 2-pounder 40 milimét (1,6 in) Mk II phía sau sàn trước. Pháo 3-inch được tháo dỡ vào năm 1936, và các khẩu 2-pounder được tái bố trí trên các bệ giữa hai ống khói. Nó còn được trang bị hai bệ ống phóng ngư lôi bốn nòng trên mặt nước dùng cho ngư lôi 21 in (530 mm). Ba cầu trượt được dùng để thả mìn sâu, mỗi chiếc chứa được hai quả mìn. Sau khi Thế Chiến II nổ ra, số mìn sâu mang theo được tăng lên 33 quả, được thả bởi một đường ray và hai máy phóng.
Các cải biến khác cho con tàu trong chiến tranh thoạt tiên bao gồm việc thay thế tháp pháo 'B' bằng một dàn cối Hedgehog chống tàu ngầm; thay thế hai dàn súng máy.50 calibre Vickers bốn nòng giữa hai ống khói bởi hai khẩu Oerlikon 20 mm phòng không; bổ sung hai khẩu Oerlikon trên bệ đèn pha cùng hai khẩu Oerlikon khác hai bên cánh của cầu tàu, và tháo dỡ khẩu pháo phòng không 12-pounder. Một bộ radar bước sóng mét Kiểu 286 dò tìm mặt đất tầm ngắn cũng được bổ sung; tháp pháo 'Y' được tháo dỡ lấy chỗ để chứa thêm mìn sâu lên ít nhất 60 quả.
Cygnet được đặt hàng vào ngày 15 tháng 7 năm 1930 tại xưởng tàu của hãng Vickers-Armstrongs ở Barrow-in-Furness trong Kế hoạch Chế tạo 1929. Nó được đặt lườn vào ngày 1 tháng 12 năm 1930, hạ thủy vào ngày 29 tháng 9 năm 1931 như là chiếc tàu chiến thứ 14 của Hải quân Anh mang cái tên này, và hoàn tất vào ngày 1 tháng 4 năm 1932.

## Lịch sử hoạt động

### Trước chiến tranh
Sau khi nhập biên chế vào ngày 9 tháng 4 năm 1932, Cygnet được phân về Chi hạm đội Khu trục 2 trực thuộc Hạm đội Nhà, nhưng phải trải qua khá nhiều thời gian trong ụ tàu trong hai năm phục vụ đầu tiên. Nó được sửa chữa tại Devonport vào tháng 11 năm 1932; tháng 1 năm 1933; tháng 3–tháng 5, tháng 7–tháng 8, và tháng 11 năm 1933–tháng 1 năm 1934 trước khi được bố trí đến Tây Ấn cùng với Hạm đội Nhà từ tháng 1 đến tháng 3 năm 1934. Con tàu lại cần sửa chữa thêm sau khi quay về từ tháng 4 đến tháng 5, rồi một đợt tái trang bị từ 25 tháng 7 đến 31 tháng 8 năm 1934. Cygnet được tách khỏi Hạm đội Nhà khi Ý xâm chiếm Abyssinia, và được điều đến Hồng Hải từ tháng 9 năm 1935 đến tháng 4 năm 1936. Con tàu quay trở về Anh vào tháng 4 năm 1936 và được tái trang bị tại Devonport từ ngày 20 tháng 4 đến ngày 18 tháng 6 trước khi tiếp tục nhiệm vụ cùng Hạm đội Nhà. Trong tháng 7-tháng 8, nó được bố trí nhiệm vụ tuần tra ngoài khơi bờ biển Tây Ban Nha tại vùng vịnh Biscay để ngăn chặn tàu bè chuyên chở vũ khí tiếp tế cho các bên cũng như bảo vệ tàu bè mang cờ Anh trong giai đoạn đầu của cuộc Nội chiến Tây Ban Nha.

### Chuyển cho Hải quân Hoàng gia Canada
Cùng với tàu chị em HMS Crescent, Cygnet được bán cho Canada vào ngày 20 tháng 10 năm 1936 với trị giá tổng cộng 400.000 Bảng Anh. Nó được tái trang bị để đáp ứng các tiêu chuẩn của Canada, bao gồm việc trang bị hệ thống sonar ASDIC Kiểu 124, và được chuyển giao vào ngày 1 tháng 2 năm 1937. Con tàu được đổi tên thành HMCS St. Laurent và nhập biên chế cùng Hải quân Hoàng gia Canada vào ngày 17 tháng 2. St. Laurent được phân về Halifax, Nova Scotia, và đến nơi vào tháng 5; ở lại đây trong một năm trước khi được chuyển sang Esquimalt vào năm 1938. Con tàu phục vụ tại vùng bờ biển Thái Bình Dương của Canada cho đến khi được điều sang bờ biển Đại Tây Dương vào ngày 31 tháng 8 năm 1939, đi đến Halifax vào ngày 18 tháng 9. St. Laurent làm nhiệm vụ hộ tống các đoàn tàu vận tải tại chỗ, bao gồm đoàn tàu từng đưa một nửa Sư đoàn bộ binh Canada 1 sang Anh vào ngày 10 tháng 12. Nó được lệnh đi đến Plymouth vào ngày 24 tháng 5 năm 1940, đến nơi vào ngày 31 tháng 5, nơi dàn phóng ngư lôi phía đuôi được tháo dỡ thay bằng pháo 12-pounder phòng không, đồng thời các khẩu 2-pounder được thay bằng dàn súng máy QF 0.5-inch Vickers Mark III bốn nòng Mark I.
Vào ngày 9 tháng 6, St. Laurent được lệnh đi đến Le Havre, Pháp để triệt thoái binh lính Anh, nhưng không tìm thấy ai, nên nó giúp giải cứu một nhóm nhỏ binh lính Pháp phía trên bờ biển vào ngày 11 tháng 6. Con tàu chịu đựng hỏa lực của một khẩu đội pháo Đức gần Saint-Valery-en-Caux, nhưng không bị bắn trúng, và chỉ huy của con tàu, Thiếu tá Hải quân H.G. DeWolf, đã ra lệnh bắn trả cho dù kết quả không được ghi nhận. Sau khi quay về Anh, St. Laurent hộ tống nhiều đoàn tàu vận tải chở binh lính trong chặng cuối cùng của hành trình từ Canada, Australia và New Zealand vào giữa tháng 6, rồi được phân công nhiệm vụ hộ tống cùng Bộ chỉ huy Tiếp cận phía Tây sau đó.
Vào ngày 2 tháng 7, đang khi hộ tống thiết giáp hạm Nelson, St. Laurent nhận được tin chiếc tàu chở hành khách Anh SS Arandora Star không được hộ tống bị trúng ngư lôi phóng từ tàu ngầm Đức U-47 ở khoảng cách 125 hải lý (232 km; 144 mi) về phía Đông Bắc Malin Head, Ireland. Đến nơi khoảng bốn giờ rưỡi sau khi chiếc tàu biển chở hành khách bị chìm, nó đã vớt được 857 người sống sót, kể cả tù binh Đức và Ý. Cùng với chiếc tàu xà-lúp Sandwich, nó đã gây hư hại nặng cho tàu ngầm U-52 đang khi hộ tống Đoàn tàu vận tải HX 60 vào ngày 4 tháng 8. Đến ngày 2 tháng 12, St. Laurent cứu vớt những người sống sót từ chiếc tàu buôn tuần dương vũ trang HMS Forfar bị chìm do trúng ngư lôi từ chiếc U-99, cũng như của chiếc tàu chở dầu Conch.
Sau khi được tái trang bị tại Halifax từ ngày 3 tháng 3 đến ngày 11 tháng 7 năm 1941, St. Laurent được phân về Đội hộ tống 14 thuộc Lực lượng Hộ tống Newfoundland của Hải quân Hoàng gia Canada bảo vệ các đoàn tàu vận tải tại khu vực giữa Đại Tây Dương. Đang khi hộ tống Đoàn tàu vận tải ON 33 vào tháng 11, nó bị hư hại nặng do một cơn cuồng phong, buộc phải quay về Halifax để sửa chữa. St. Laurent được chuyển sang Lực lượng Hộ tống Giữa đại dương vào tháng 12, ở lại đây cho đến tháng 3 năm 1943. Nó trải qua một đợt tái trang bị kéo dài tại Halifax trong tháng 4-tháng 8 năm 1942. Đến đầu tháng 12 năm 1942, bộ điều khiển hỏa lực và máy đo tầm xa đặt trên nóc cầu tàu được thay thế bằng radar dò tìm mục tiêu Kiểu 271; và cũng vào lúc này nó được trang bị hệ thống định vị vô tuyến cao tần. Được phân về Đội hộ tống C1 để bảo vệ Đoàn tàu vận tải ON 154 vào cuối tháng 12 năm 1942, St. Laurent có được chiến công đầu tiên vào ngày 27 tháng 12 năm 1942 khi được ghi nhận đã đánh chìm tàu ngầm U-356 ở phía Bắc Azores.
Con tàu được tái trang bị tại Dartmouth, Nova Scotia từ ngày 17 tháng 8 đến ngày tháng 12 năm 1943. Vào ngày 10 tháng 3 năm 1944, St. Laurent, cùng với tàu khu trục Anh HMS Forester và các tàu frigate HMCS Owen Sound và HMCS Swansea, được ghi nhận đã đánh chìm tàu ngầm U-845 tại Bắc Đại Tây Dương.

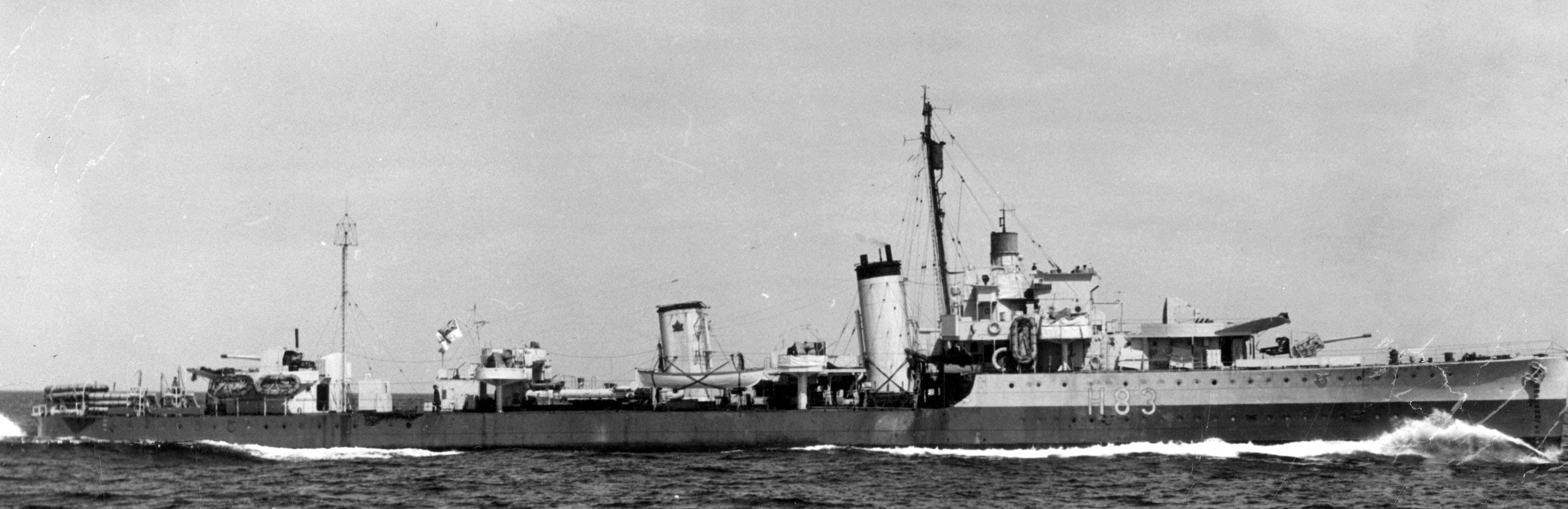
HMCS St. Laurent vào cuối chiến tranh

Đến tháng 5 năm 1944, nó được điều sang Đội hộ tống 11 để hỗ trợ cho cuộc Đổ bộ Normandy của phe Đồng Minh. Đúng ngày D 6 tháng 6 năm 1944, nó cùng các tàu khu trục Canada: HMCS Chaudière, HMCS Gatineau, HMCS Kootenay và HMCS Ottawa được bố trí tại lối ra vào eo biển Anh Quốc ngăn chặn các cuộc tấn công của tàu ngầm U-boat đối phương nhắm vào các đoàn tàu vận tải đổ bộ; rồi sau đó được bố trí cùng nhóm của nó tại vịnh Biscay trong các hoạt động chống tàu ngầm. Vào ngày 8 tháng 8, nó bị một quả bom lượn đối phương tấn công bất thành, và vào ngày 13 tháng 8, nó cùng Ottawa cứu vớt những người sống sót từ chiếc tàu ngầm U-270 vốn bị đánh chìm bởi mìn sâu thả từ một máy bay Sunderland. Những nhiệm vụ này kéo dài cho đến tháng 10, khi nó quay trở về Canada để tái trang bị. Việc đại tu tiến hành tại Shelburne, Nova Scotia kéo dài từ tháng 11 năm 1944 đến 20 tháng 3 năm 1945. Sau đó St. Laurent quay trở lại phục vụ tháng 4 năm 1945, được điều về Lực lượng Hộ tống Halifax với vai trò bảo vệ vận tải ngoài khơi bờ biển phía Đông Canada. Sau khi Đức đầu hàng vào ngày 6 tháng 5, nó được sử dụng vào việc vận chuyển binh lính hồi hương cho đến khi ngừng hoạt động vào ngày 10 tháng 10 năm 1945. St. Laurent được bán và tháo dỡ vào năm 1947.